# Svartahavsgös
Svartahavsgös (Sander marinus) är en fisk i familjen abborrfiskar som finns kring Svarta havet och Kaspiska havet. 

## Utseende
En långsträckt art som har en metallisk ovansida med mörkare tvärränder, och en vitaktig undersida..

## Vanor
Arten är en bottenlevande brackvattensart som lever i Svarta havets och Kaspiska havets brackvattensdelar (flodmynningar) och endast sällan går högre upp i floderna. Den är en relikt från tiden innan Svarta havet och Kaspiska havet skildes åt och salthalten steg.

## Utbredning
Svartahavsgösen lever i Svarta havet, Kaspiska havet och dess lägre floder. Den har påträffats i Azerbajdzjan, Bulgarien, Iran, Kazakstan, Moldavien, Rumänien, Ryssland, Turkmenistan och Ukraina.